# フォッサ (イタリア)
フォッサ（イタリア語: Fossa）は、イタリア共和国アブルッツォ州ラクイラ県にある、人口約700人の基礎自治体（コムーネ）。

## 地理

### 位置・広がり

#### 隣接コムーネ
隣接するコムーネは以下の通り。
- バリシャーノ
- ラークイラ
- オクレ
- ポッジョ・ピチェンツェ
- サンテウザーニオ・フォルコネーゼ

## 行政

### 分離集落
フォッサには、以下の分離集落（フラツィオーネ）がある。
- Cerro, Le Chiuse, L'Osteria